# Stigonematales
Stigonematales é uma ordem de cianobactérias filamentosas, com ramificações verdadeiras e recobertas por uma bainha aparente formada por várias camadas de mucílago. Reproduzem-se por hormogônios.
Gugger e Hoffman, após análise de sequências de 16S rDNA, demonstraram que o agrupamento é polifilético, e pode ser separado em ao menos dois grupos principais.

## Famílias
A ordem Stigonematales inclui as seguintes famílias:
- Caposiraceae
- Fischerellaceae
- Loriellaceae
- Mastigocladaceae
- Nostochopsidaceae
- Stigonemataceae